# David Samuel
Pas d'image ? Cliquez ici

a Compétitions nationales et continentales officielles uniquement.

b Matchs officiels uniquement.
David Samuel, né le 29 août 1869  à Swansea, et mort le 15 septembre 1943 dans la même ville, est un joueur de rugby à XV international gallois. Il évolue au poste d'avant tant en sélection nationale qu'avec le club de Swansea RFC. David Samuel dispute deux matches avec l'équipe du pays de Galles. Il participe au premier tournoi britannique remporté par le pays de Galles en obtenant une Triple Couronne.

## Biographie
David Samuel commence à jouer au rugby à XV avec le club de Morriston RFC, comme de nombreux autres joueurs de Swansea. En 1891 David Samuel part jouer avec le club plus huppé de Swansea RFC.
Il honore sa première cape internationale dans le Tournoi britannique de rugby à XV 1891 avec le pays de Galles lors de la dernière rencontre contre l'Irlande. Les sélectionneurs font appel à de nombreux joueurs de Swansea, avec les premières sélections de Tom Deacon, David James, son frère John et Samuel lui-même. Boomer Nicholl est également retenu. Après la perte des deux premiers matches du tournoi, le pays de Galles parvient à l'emporter contre l'Irlande. Le match a lieu au Stradey Park, la décision se fait sur une transformation de Billy Bancroft, donnant la victoire au pays de Galles et la Cuillère de bois aux Irlandais. Samuel en est à l'origine, il se distingue en inscrivant un essai, transformé donc par Bancroft. Malgré cette victoire, Samuel est remplacé l'année suivante par un coéquipier de Swansea Frank Mills.
Lors du tournoi britannique de 1893, le pays de Galles parvient enfin à remporter à domicile le match d'ouverture face à l'Angleterre,.
Le groupe de joueurs reste inchangé pour le deuxième match du tournoi 1893, à un élément près, Bert Gould faisant sa rentrée. David Samuel remplace Harry Day (seul changement) pour le dernier match contre l'Irlande ; les joueurs du XV du Chardon remportent pour la première fois le championnat, tout en réussissant également la Triple Couronne. David Samuel ne connaît pas d'autre sélection.

## Statistiques en équipe nationale
David Samuel dispute deux matches avec le pays de Galles. Il participe à deux tournois britanniques dont notamment le premier tournoi remporté par le pays de Galles avec la Triple Couronne en 1893.
| Année | Compétition         | Matches | Points | Essais |
| 1891  | Tournoi britannique | 1       | 1      | 1      |
| 1893  | Tournoi britannique | 1       | -      | -      |
| Total | Total               | 2       | 1      | 1      |